# Irina Skobtseva
Irina Constantinovna Skobtseva (en russe : Ирина Константиновна Скобцева) est une actrice soviétique puis russe née le 22 août 1927 à Toula (URSS) et morte le 20 octobre 2020 à Moscou (Russie).

## Biographie
Après des études à la faculté d'histoire de l'université de Moscou où Irina Skobtseva joue dans la troupe étudiante, elle entre à l'école-studio du Théâtre d'art de Moscou (MKhat).
Elle débute au cinéma en 1955 dans le rôle de Desdémone du film Othello de Sergueï Ioutkevitch qui reçut un prix au festival de Cannes. Elle épouse en 1959 Sergueï Bondartchouk qu'elle connaissaît depuis le MKhat. À partir de 1971, elle enseigne à l'Institut fédéral d'État du cinéma (VGIK) à Moscou.

### Famille
Irina Skobtseva est la mère des acteurs Elena Bondartchouk et Fiodor Bondartchouk et la grand-mère de l'acteur Konstantin Krioukov.

## Filmographie non exhaustive
- 1955 : Othello de Sergueï Ioutkevitch : Desdémone
- 1955 : Ivan Franko
- 1957 : Un printemps unique
- 1957 : Un homme ordinaire
- 1959 : Anouchka : Anouchka
- 1959 : Les Nuits blanches
- 1960 : Serioja : Mariana
- 1961 : Le Jugement des fous : Suzy Hagger
- 1963 : Le Collaborateur de la tchéka : Tverskaïa
- 1963 : Je m'balade dans Moscou (Ya chagayou po Moskve) de Gueorgui Danielia
- 1965 : Trente-trois : la psychiatre Véra Sergueïevna
- 1967 : Guerre et Paix de Serge Bondartchouk : Hélène Bezoukhov
- 1970 : Waterloo de Serge Bondartchouk : Maria
- 1972 : Complètement disparu d'après Les Aventures de Huckleberry Finn de Mark Twain : la veuve Douglas
- 1972 : Cinquante sur cinquante
- 1972 : Le Mystère des pierres rouges
- 1973 : Le Silence du Dr. Evans (Molchaniye doktora Ivensa) de Boudimir Metalnikov
- 1973 : L'Homme en civil
- 1974 : Le Choix du but
- 1974 : L'Amour de la terre d'après Piotr Proskourine : Liza
- 1974 : De si grandes montagnes
- 1975 : Ils se sont battus pour la patrie d'après Mikhaïl Cholokhov : l'infirmière
- 1975 : Concert pour deux violons
- 1977 : La Steppe (Степь) de Sergueï Bondartchouk : comtesse
- 1980 : Le Taon (Ovod) d'après Ethel Lilian Voynich : Mrs Berton, la mère d'Arthur
- 1982 : Il n'est pas interdit de bien vivre
- 1982 : J'ai vu la naissance d'un monde nouveau
- 1982 : Les Cloches rouges 2 (Красные колокола. Фильм 2. Я видел рождение нового мира) de Sergueï Bondartchouk : comtesse Panina
- 1983 : Mary Poppins, au revoir (Мэри Поппинс, до свидания) de Leonid Kvinikhidze : Mrs Lark
- 1986 : Boris Godounov de Serge Bondartchouk : la femme de l'aubergiste
- 1987 : Le Mystérieux Héritier
- 1991 : Le Fantôme de la chambre verte
- 1992 : Les Possédés d'après Dostoïevski
- 1998 : Le Petit Combattant
- 2000 : La Jalousie des dieux de Vladimir Menchov : la mère de Sonia
- 2002 : Logique féminine
- 2003 : Les Ailes d'ambre
- 2006 : Chaleur
- 2006 : Le Don paisible (Quiet Flows the Don, mini-série) de Serge Bondartchouk : Vassilissa
- 2012 : La Garde blanche